# 中尾麻祐子
中尾 麻祐子（なかお まゆこ、1961年10月23日 - ）は、日本の元女優。本名は飯尾佐和子。福岡県福岡市出身。

## 来歴・人物
筑紫女学園短期大学家政学部卒業。短大卒業後は文学座附属演劇研究所に学び女優の道に進む。
NHKラジオ福岡『九州劇場』でデビュー。
テレビドラマでは、準主役などで活躍する。
1990年からTBSドラマの『大岡越前 第11部』に新レギュラーとして出演する。

## 主な出演作品

### テレビドラマ
- 銀河テレビ小説 / ときめき ああ青函連絡船（1986年、NHK）
- 長七郎江戸日記（日本テレビ）[1]
- 新春ドラマスペシャル / サラリーマン忠臣蔵 華麗なる復讐（1989年、ANB）
- 翔んでる!平賀源内 第18話「嘘つき人情夢芝居」（1989年、TBS）
- 大岡越前 第11部（1990年、TBS） - お竹
- あばれ八州御用旅 第2シリーズ（TX / ユニオン映画）
  - 第1話「姫君採投指令! 対決! 白頭巾VS黒瓜根来衆(第一部)」（1991年4月） - お梶の方
  - 第2話「姫君採投指令! 対決! 白頭巾VS黒瓜根来衆(第二部)」（1991年4月） - お梶の方
- 水戸黄門 第20部 第11話「陰謀渦巻く高松城-高松-」（1991年、TBS） - 沙織
- 刑事貴族2 第9話「スイートメモリー」（1991年、NTV）
- 月曜ドラマスペシャル / ヒデとロザンナ物語 愛の奇跡（1991年、TBS）
- 銭形平次 （CX）
  - 第1シリーズ 第18話「ギヤマンの謎」（1991年）
  - 第2シリーズ 第13話「油まみれの死体」（1992年）
- はぐれ刑事純情派（ANB / 東映）
  - 第5シリーズ 第25話「仕事中毒症・カラオケボックスに通う女」（1992年） ‐ 川上文子
  - 第6シリーズ 第4話「自己調査を頼んだ男・粗品がアリバイ!?」（1993年） ‐ 長谷川美奈子
- 暴れん坊将軍IV（ANB / 東映）
  - 第39話「乙女の祈り お手つき志願!?」（1992年） - 千草
  - 第60話「大奥の殺人者!」（1992年） - 深雪
- 名奉行 遠山の金さん 第5シリーズ 第4話「無実の罪に泣く女」（1993年、ANB / 東映） - お町

### その他の番組
- 一枚の写真（1990年6月20日、CX）

### 舞台
- 葦火野